# Kabinett Stuart
Das Kabinett Stuart wurde vom Premierminister von Barbados Freundel Stuart von der Democratic Labour Party (DLP) am 23. Oktober 2010 gebildet. Bei der Wahl zum House of Assembly 2013 blieb die regierende Democratic Labour Party (DLP) stärkste Partei, verlor aber vier Sitze. Die oppositionelle Barbados Labour Party (BLP) gewann vier Sitze dazu. Damit verfügte die Democratic Labour Party über 16 Mandate und die Barbados Labour Party über 14 Abgeordnetensitze.
Bei den Wahlen im Mai 2016 wurde die DLP von der BLP abgelöst, neue Ministerpräsidentin wurde Mia Amor Mottley.

## Kabinettsmitglieder
Dem Kabinett Stuart gehörten 16 Minister und vier Parlamentarische Staatssekretäre an.
| Ministeramt                                                                                           | Name                      | Parlamentsmitgliedschaft |
| --- | ------------------------- | ------------------------ |
| Premierminister, Minister für Nationale Sicherheit, den öffentlichen Dienst und Stadtentwicklung      | Freundel J. Stuart        | M.P.                     |
| Generalstaatsanwalt, Innenminister                                                                    | Adriel D. Brathwaite      | M.P.                     |
| Minister für Tourismus und internationalen Verkehr                                                    | Richard L. Sealy          | M.P.                     |
| Minister für Bildung, Wissenschaft, Technologie und Innovation                                        | Ronald D. Jones           | M.P.                     |
| Minister für Finanzen und Wirtschaftsangelegenheiten                                                  | Christopher P. Sinckler   | M.P.                     |
| Minister für Verkehr und öffentliche Arbeiten                                                         | Michael A. Lashley        | M.P.                     |
| Minister für Landwirtschaft, Ernährung, Fischerei und Verwaltung der Wasserressourcen                 | David C. Estwick          | M.P.                     |
| Minister für Soziale Pflege, Stärkung der Wahlkreise und Gemeindeentwicklung                          | Steven D. Blackett        | M.P.                     |
| Gesundheitsminister                                                                                   | John D. E. Boyce          | M.P.                     |
| Minister für Wohnungsbau und Ländereien                                                               | Denis St. E. Kellman      | M.P.                     |
| Minister für Industrie, Internationale Unternehmen, Handel und Entwicklung von Kleinunternehmen       | Donville Inniss           | M.P.                     |
| Minister für Umwelt und Entwässerung                                                                  | Denis S. Lowe             | M.P.                     |
| Staatsminister im Amt des Premierministers                                                            | Patrick M. T. Todd        | Senator                  |
| Minister für Arbeit, Soziale Sicherheit und Entwicklung menschlicher Ressourcen                       | Esther Byer-Suckoo        | Senatorin                |
| Minister für Kultur, Sport und Jugend                                                                 | Stephen A. Lashley        | M.P.                     |
| Minister für Auswärtige Angelegenheiten und Außenhandel                                               | Maxine P. O. McClean      | Senatorin                |
| Parlamentarischer Staatssekretär im Ministerium für Bildung, Wissenschaft, Technologie und Innovation | Harcourt A. Husbands      | Senator                  |
| Minister im Amt des Premierministers                                                                  | Darcy W. Boyce            | Senator                  |
| Parlamentarischer Staatssekretär im Ministerium für Tourismus und internationalen Verkehr             | V. Irene Sandiford-Garner | Senatorin                |
| Parlamentarischer Staatssekretär im Ministerium für Finanzen und Wirtschaftsangelegenheiten           | Jepter Ince               | Senator                  |

## Belege
1. ↑  Barbados General Election Results - 24 May 2018 auf caribbeanelections.com; abgerufen am 27. Oktober 2019